# بوراک کاردس
بوراک کاردس (انگلیسی: Burak Kardeş؛ زادهٔ ۲۲ مارس ۱۹۹۴) بازیکن فوتبال اهل ترکیه است.
از باشگاه‌هایی که در آن بازی کرده‌است می‌توان به باشگاه فوتبال فاتح کاراگومروک، باشگاه فوتبال آنکارا اسپور، و باشگاه فوتبال پی‌اس‌وی آیندهوون اشاره کرد.
وی همچنین در تیم‌های ملی فوتبال جوانان ترکیه، Turkey national under-17 football team، جوانان ترکیه، Turkey national under-19 football team، زیر ۲۰ سال ترکیه، و زیر ۲۱ سال ترکیه بازی کرده‌است.